# Islandia en los Juegos Olímpicos de Atenas 2004
Islandia estuvo representada en los Juegos Olímpicos de Atenas 2004 por un total de 26 deportistas que compitieron en 5 deportes.  
La portadora de la bandera en la ceremonia de apertura fue la jugadora de balonmano Guðmundur Hrafnkelsson. El equipo olímpico islandés no obtuvo ninguna medalla en estos Juegos.